# Lijst van burgemeesters van Brandwijk
Dit is een lijst van burgemeesters van de voormalige Nederlandse gemeente Brandwijk (provincie Zuid-Holland) tot die gemeente op 1 januari 1986 opging in de gemeente Graafstroom.
| Ambtsperiode | Naam burgemeester                       | Partij of stroming | Bijzonderheden |
| ------------ | --------------------------------------- | ------------------ | --- |
| 18?? - 18??  |                                         |                    | |
| 18?? - 1850  | P. Wapperom Jz.                         |                    | |
| 1850 - 1853  | Willem Cornelis van den Brandeler       |                    | tevens burgemeester van Bleskensgraaf en Molenaarsgraaf en vanaf 1852 ook van Wijngaarden en Hofwegen, later burgemeester van Noordwijk, Voorburg en Leiden |
| 1853 - 1854  | Nicolaas Ahazuerus Cornelis Slotenmaker |                    | tevens burgemeester van Molenaarsgraaf, Wijngaarden, Bleskensgraaf en Hofwegen                                                                              |
| 1855 - 1895  | Aart Cornelis Groeneveldt               |                    | tevens burgemeester van Molenaarsgraaf (1855-1896) en Wijngaarden (1855-1897)                                                                               |
| 1895 - 1904  | Pier (P.) Pruis                         |                    | tevens burgemeester van Molenaarsgraaf (1896-1904) en Wijngaarden (1897-1904), later van Vlaardingen                                                        |
| 1904 - 1933  | Hendrik Adriaan van der Hoeven          |                    | tevens burgemeester van Molenaarsgraaf en Wijngaarden |
| 1933 - 1956  | Dirk (D.) Brouwer                       | ARP                | tevens burgemeester van Molenaarsgraaf en Wijngaarden, eerder van Den Bommel                                                                                |
| 1957 - 1980  | Siemen (S.) Top                         | ARP                | tevens burgemeester van Molenaarsgraaf en Wijngaarden |
| 1980 - 1985  | Gerrit (G.W.) Abbring                   | CDA                | tevens burgemeester van Molenaarsgraaf en Wijngaarden, later burgemeester van Graafstroom                                                                   |